# VM i ishockey 2014 (kvinder)
Verdensmesterskabet i ishockey for kvinder 2014 var det 17. VM i ishockey for kvinder og mesterskabet, som blev arrangeret af International Ice Hockey Federation, havde deltagelse 28 hold og blev afviklet i fem niveauopdelte turneringer. Det egentlige verdensmesterskab (tidligere kaldt "A-VM") blev ikke afviklet i 2014, eftersom der ikke spilledes A-VM samme år som olympiske vinterlege afholdtes.
VM-turneringerne blev spillet på forskellige terminer i løbet af foråret 2014:
- 1. division, gruppe A (6 hold) i Prerov, Tjekkiet i perioden 6. – 12. april 2014.
- 1. division, gruppe B (6 hold) i Ventspils, Letland i perioden 6. – 12. april 2014.
- 2. division, gruppe A (6 hold) i Asiago, Italien i perioden 6. – 12. april 2014.
- 2. division, gruppe B (6 hold) i Reykjavik, Island i perioden 24. – 30. marts 2014.
- Kvalifikation til 2. division, gruppe B (4 hold) i Mexico City, Mexico i perioden 19. - 22. marts 2014.

## VM
Det egentlige verdensmesterskab (tidligere kaldt "A-VM") blev ikke afviklet i 2014, eftersom der ikke spilledes A-VM samme år som olympiske vinterlege afholdes. Ishockeyturneringen ved de olympiske vinterlege i Sotji havde ikke status som verdensmesterskab.

## 1. division
1. division bestod af to grupper, der hver især var hhv. andet og tredje niveau i VM-hierarkiet.

### Gruppe A
1. division gruppe A var andet niveau af VM-hierarkiet. Turneringen havde deltagelse af seks hold, der spillede en enkeltturnering alle-mod-alle, og den blev afviklet i Zimni Stadion i Prerov, Tjekkiet i perioden 6. – 12. april 2014. Værtslandet Tjekkiet vandt turneringen og sikrede sig dermed adgang til kvalifikationskampe mod Japan om oprykning til det egentlige VM i 2015. Holdet, der sluttede på sjettepladsen, Slovakiet, rykkede et niveau ned, dvs. til 1. division gruppe B.
| Dato  | Tid   | Kamp                 | Res. | Perioder               |
| ----- | ----- | -------------------- | ---- | ---------------------- |
| 6.4.  | 13:00 | Frankrig – Tjekkiet  | 0–3  | 0-0, 0-1, 0-2          |
| 6.4.  | 16:30 | Norge – Slovakiet    | 6–3  | 2-0, 2-1, 2-2          |
| 6.4.  | 20:00 | Østrig – Danmark     | 4–5  | 1-0, 1-0, 2-4 0-1      |
| 7.4.  | 13:00 | Slovakiet – Frankrig | 1–3  | 1-0, 0-2, 0-1          |
| 7.4.  | 16:30 | Danmark – Norge      | 1–5  | 0-3, 0-1, 1-1          |
| 7.4.  | 20:00 | Tjekkiet – Østrig    | 2–1  | 0-0, 1-0, 1-1          |
| 9.4.  | 13:00 | Frankrig – Østrig    | 7–2  | 1-1, 3-0, 3-1          |
| 9.4.  | 16:30 | Danmark – Slovakiet  | 5–3  | 4-0, 1-3, 0-0          |
| 9.4.  | 20:00 | Tjekkiet – Norge     | 2–0  | 1-0, 1-0, 0-0          |
| 10.4. | 13:00 | Danmark – Frankrig   | 5–1  | 1-0, 1-0, 3-1          |
| 10.4. | 16:30 | Østrig – Norge       | 5–2  | 0-0, 3-2, 2-0          |
| 10.4. | 20:00 | Slovakiet – Tjekkiet | 1–3  | 0-1, 1-0, 0-2          |
| 12.4. | 13:00 | Slovakiet – Østrig   | 3–4  | 1-1, 2-0, 0-2 0-0, 0-1 |
| 12.4. | 16:30 | Norge – Frankrig     | 4–1  | 1-1, 2-0, 1-0          |
| 12.4. | 20:00 | Tjekkiet – Danmark   | 5–1  | 0-0, 0-1, 5-0          |

| Hold      | Kampe | Mål     | Mål± | Point |
| --------- | ----- | ------- | ---- | ----- |
| Tjekkiet  | 5     | 15-31   | +12  | 15    |
| Norge     | 5     | 17-12   | +5   | 9     |
| Danmark   | 5     | 17-18   | −1   | 8     |
| Frankrig  | 5     | 12-15   | −3   | 6     |
| Østrig    | 5     | 16-19   | −3   | 6     |
| Slovakiet | 5     | 011-211 | −10  | 1     |

### Gruppe B
1. division gruppe B var tredje niveau i VM-hierarkiet. Turneringen havde deltagelse af seks hold, der spillede en enkeltturnering alle-mod-alle. Vinderen af turneringen, Letland, rykkede et niveau op, dvs. til 1. division gruppe A, i 2015, mens holdet, der sluttede på sjettepladsen, Kasakhstan, rykkede et niveau ned, dvs. til 2. division gruppe A.
Turneringen blev spillet i Ventspils, Letland i perioden 6. – 12. april 2014.
| Dato  | Tid   | Kamp                   | Res. | Perioder          |
| ----- | ----- | ---------------------- | ---- | ----------------- |
| 6.4.  | 13:00 | Kasakhstan – Nordkorea | 0–3  | 0-1, 0-1, 0-1     |
| 6.4.  | 16:30 | Kina – Holland         | 2–8  | 0-2, 2-2, 0-4     |
| 6.4.  | 20:00 | Ungarn – Letland       | 0–4  | 0-1, 0-2, 0-1     |
| 7.4.  | 13:00 | Holland – Kasakhstan   | 3–2  | 1-1, 1-1, 0-0 1-0 |
| 7.4.  | 16:30 | Nordkorea – Ungarn     | 4–8  | 0-2, 3-3, 1-3     |
| 7.4.  | 20:00 | Letland – Kina         | 5–1  | 1-0, 2-0, 2-1     |
| 9.4.  | 13:00 | Ungarn – Kina          | 1–3  | 1-0, 0-2, 0-1     |
| 9.4.  | 16:30 | Holland – Nordkorea    | 4–2  | 0-2, 2-0, 2-0     |
| 9.4.  | 20:00 | Letland – Kasakhstan   | 3–1  | 1-0, 0-1, 2-0     |
| 10.4. | 13:00 | Holland – Ungarn       | 1–2  | 0-1, 0-0, 1-1     |
| 10.4. | 16:30 | Kina – Kasakhstan      | 2–1  | 2-0, 0-0, 0-1     |
| 10.4. | 20:00 | Nordkorea – Letland    | 1–3  | 0-2, 0-1, 1-0     |
| 12.4. | 13:00 | Nordkorea – Kina       | 0–2  | 0-1, 0-0, 0-1     |
| 12.4. | 16:30 | Kasakhstan – Ungarn    | 1–2  | 0-0, 0-1, 1-0 0-1 |
| 12.4. | 20:00 | Letland – Holland      | 2–0  | 1-0, 0-0, 1-0     |

| Hold       | Kampe | Mål   | Mål± | Point |
| ---------- | ----- | ----- | ---- | ----- |
| Letland    | 5     | 17-31 | +14  | 15    |
| Kina       | 5     | 10-15 | −2   | 9     |
| Ungarn     | 5     | 13-13 | 0    | 8     |
| Holland    | 5     | 16-10 | +6   | 8     |
| Nordkorea  | 5     | 10-17 | −7   | 3     |
| Kasakhstan | 5     | 15-13 | −8   | 2     |

## 2. division

### Gruppe A
2. division gruppe A var fjerde niveau i VM-hierarkiet. Turneringen havde deltagelse af seks hold, der spillede en enkeltturnering alle-mod-alle. Vinderen af turneringen, Italien, rykkede et niveau op, dvs. til 1. division gruppe B, i 2015, mens holdet, der sluttede på sjettepladsen, Australien, rykkede et niveau ned, dvs. til 2. division gruppe B.
Turneringen blev spillet i PalaOdegar i Asiago, Italien i perioden 6. – 12. april 2014.
| Dato  | Tid   | Kamp                         | Res. | Perioder               |
| ----- | ----- | ---------------------------- | ---- | ---------------------- |
| 6.4.  | 13:15 | Sydkorea – New Zealand       | 2–1  | 0-1, 1-0, 0-0 0-0, 1-0 |
| 6.4.  | 16:45 | Australien – Storbritannien  | 2–6  | 1-2, 0-2, 1-2          |
| 6.4.  | 21:00 | Italien – Polen              | 5–2  | 4-1, 0-1, 1-0          |
| 7.4.  | 13:15 | Storbritannien – New Zealand | 2–0  | 0-0, 1-0, 1-0          |
| 7.4.  | 16:45 | Polen – Sydkorea             | 2–3  | 1-1, 1-0, 0-1 0-0, 0-1 |
| 7.4.  | 20:30 | Italien – Australien         | 6–2  | 3-1, 1-1, 2-0          |
| 9.4.  | 13:15 | Storbritannien – Polen       | 1–4  | 1-3, 0-0, 0-1          |
| 9.4.  | 16:45 | Australien – New Zealand     | 3–2  | 0-1, 2-0, 1-1          |
| 9.4.  | 20:30 | Italien – Sydkorea           | 3–1  | 2-1, 1-0, 0-0          |
| 10.4. | 13:15 | Polen – Australien           | 7–5  | 3-1, 1-2, 3-2          |
| 10.4. | 16:45 | Sydkorea – Storbritannien    | 1–3  | 0-0, 0-0, 1-3          |
| 10.4. | 20:30 | New Zealand – Italien        | 0–5  | 0-2, 0-2, 0-1          |
| 12.4. | 13:15 | Australien – Sydkorea        | 1–2  | 1-0, 0-0, 0-2          |
| 12.4. | 16:45 | New Zealand – Polen          | 4–3  | 0-1, 1-1, 3-1          |
| 12.4. | 20:30 | Storbritannien – Italien     | 0–1  | 0-0, 0-0, 0-0 0-0, 0-1 |

| Hold           | Kampe | Mål     | Mål± | Point |
| -------------- | ----- | ------- | ---- | ----- |
| Italien        | 5     | 20-50   | +15  | 14    |
| Storbritannien | 5     | 12-81   | +4   | 10    |
| Sydkorea       | 5     | 19-10   | −1   | 7     |
| Polen          | 5     | 18-18   | 0    | 7     |
| New Zealand    | 5     | 17-15   | −8   | 4     |
| Australien     | 5     | 013-231 | −10  | 3     |

### Gruppe B
2. division gruppe B var femte niveau i VM-hierarkiet. Turneringen havde deltagelse af seks hold, der spillede en enkeltturnering alle-mod-alle. Vinderen af turneringen, Kroatien, rykkede et niveau op, dvs. til 2. division gruppe A, i 2015. Turneringen blev spillet i Laugardalur Arena i Reykjavik, Island i perioden 24. – 30. marts 2014.
| Dato  | Tid   | Kamp                 | Res. | Perioder          |
| ----- | ----- | -------------------- | ---- | ----------------- |
| 24.3. | 13:00 | Spanien – Belgien    | 5–0  | 1-0, 2-0, 2-0     |
| 24.3. | 16:30 | Kroatien – Slovenien | 3–2  | 0-0, 2-1, 1-1     |
| 24.3. | 20:00 | Tyrkiet – Island     | 2–3  | 0-0, 0-2, 2-1     |
| 25.3. | 13:00 | Spanien – Kroatien   | 5–7  | 2-2, 1-3, 2-2     |
| 25.3. | 16:30 | Belgien – Tyrkiet    | 2–1  | 0-0, 0-0, 1-1 1-0 |
| 25.3. | 20:00 | Slovenien – Island   | 5–2  | 1-1, 1-0, 3-1     |
| 27.3. | 13:00 | Slovenien – Belgien  | 4–0  | 0-0, 2-0, 2-0     |
| 27.3. | 16:30 | Spanien – Tyrkiet    | 6–3  | 1-0, 2-2, 3-1     |
| 27.3. | 20:00 | Kroatien – Island    | 3–0  | 0-0, 1-0, 2-0     |
| 28.3. | 13:00 | Tyrkiet – Slovenien  | 1–8  | 0-4, 0-2, 1-2     |
| 28.3. | 16:30 | Belgien – Kroatien   | 0–8  | 0-4, 0-2, 0-2     |
| 28.3. | 20:00 | Island – Spanien     | 0–3  | 0-1, 0-1, 0-1     |
| 30.3. | 13:00 | Kroatien – Tyrkiet   | 5–1  | 3-0, 1-1, 1-0     |
| 30.3. | 16:30 | Slovenien – Spanien  | 5–3  | 2-2, 3-0, 0-1     |
| 30.3. | 20:00 | Island – Belgien     | 3–1  | 0-0, 2-0, 1-1     |

| Hold      | Kampe | Mål     | Mål± | Point |
| --------- | ----- | ------- | ---- | ----- |
| Kroatien  | 5     | 26-80   | +18  | 15    |
| Slovenien | 5     | 24-90   | +15  | 12    |
| Spanien   | 5     | 122-150 | +7   | 9     |
| Island    | 5     | 18-14   | −6   | 6     |
| Belgien   | 5     | 13-21   | −18  | 2     |
| Tyrkiet   | 5     | 08-24   | −16  | 1     |

## Kvalifikation til 2. division gruppe B
I kvalifikationen til 2. division gruppe B spillede fire hold en enkeltturnering alle-mod-alle. Vinderen af turneringen kvalificerede sig til 2. division gruppe B i 2015. Turneringen blev spillet i Mexico City, Mexico i perioden 19. – 22. marts 2014.
| Dato  | Tid   | Kamp                  | Res.  | Perioder          |
| ----- | ----- | --------------------- | ----- | ----------------- |
| 19.3. | 16:30 | Hongkong – Sydafrika  | 2–5   | 1-1, 1-3, 0-1     |
| 19.3. | 19:30 | Bulgarien – Mexico    | 02–12 | 1-5, 1-2, 0-5     |
| 21.3. | 16:30 | Bulgarien – Hongkong  | 4–2   | 1-0, 2-1, 1-1     |
| 21.3. | 19:30 | Sydafrika – Mexico    | 0–5   | 0-4, 0-1, 0-0     |
| 22.3. | 16:30 | Sydafrika – Bulgarien | 2–1   | 0-0, 1-1, 0-0 1-0 |
| 22.3. | 19:30 | Mexico – Hongkong     | 1–0   | 1-0, 0-0, 0-0     |

| Hold      | Kampe | Mål   | Mål± | Point |
| --------- | ----- | ----- | ---- | ----- |
| Mexico    | 3     | 18-21 | +16  | 9     |
| Sydafrika | 3     | 7-8   | −1   | 5     |
| Bulgarien | 3     | 17-16 | −9   | 4     |
| Hongkong  | 3     | 14-10 | −6   | 0     |